# Gyranusoidea ection
Gyranusoidea ection är en stekelart som beskrevs av John S. Noyes 2000. Gyranusoidea ection ingår i släktet Gyranusoidea och familjen sköldlussteklar. Inga underarter finns listade i Catalogue of Life.